# Вулиця Енергетиків (Сіверськодонецьк)
Ву́лиця Енерге́тиків — вулиця у Сіверськодонецьку довжиною 2 133 метрів. Починається від вулиці Богдана Ліщини, перетинається з вулицями Партизанською, Юності, Танкістів, Шевченка, Травневою, Центральним проспектом, вулицями Єгорова, Миколи Амосова, Донецькою і Лісною. Закінчується на перетині з Лисичанською вулицею.
Забудована переважно багатоповерховими будинками, але після перетину з вулицею Лісною йде одноповерхова забудова. Названа на честь енергетиків міста. В 90-их роках, Сіверськодонецька ТЕЦ профінансувала ремонт асфальту на вулиці, після цього колишня вулиця Свердлова була перейменована на Енергетиків. На перетені з Партизанською вулицею розташований перший міський клуб, пізніше колишній Палац піонерів, зараз будівля частково зруйнована. Також на перетені з вулицею Юності був розташований колишній центральний ринок. Розташовані два дитячих садка, в одному з них зараз обласна філія Ощадбанка. В будинку 35 був розташований спочатку клуб «Комсомолець» науково-виробничого підприємства «Імпульс», згодом клуб «Електрон», зараз православний храм московського патріархату. Також розташована колишня міська лазня, колишній третій гуртожиток ТЕЦ, фіскальна служба (податкова інспекція).
До 1995 року вулиця носила назву на честь Якова Свердлова.

## Світлини

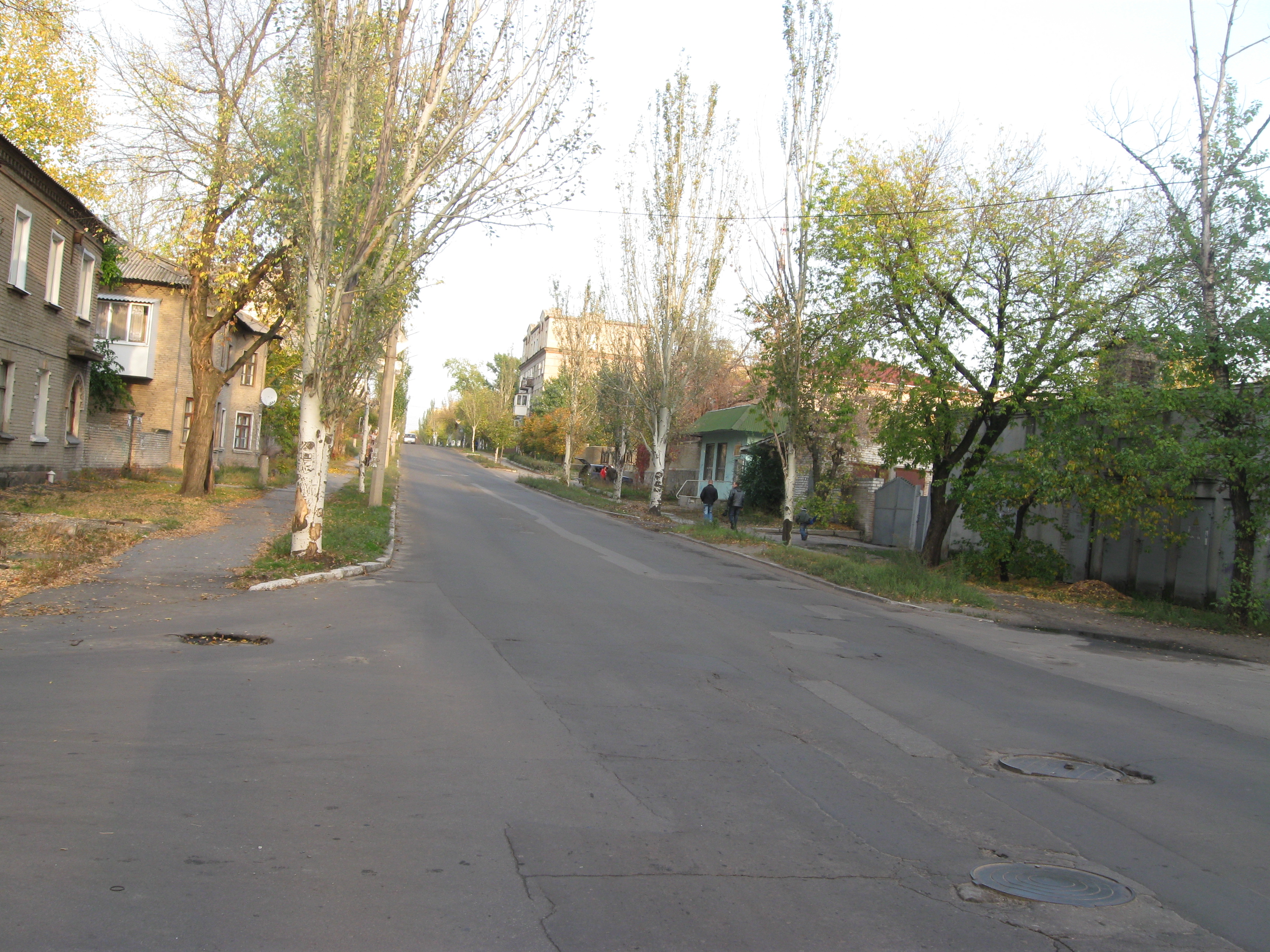
Вигляд з Травневої вулиці
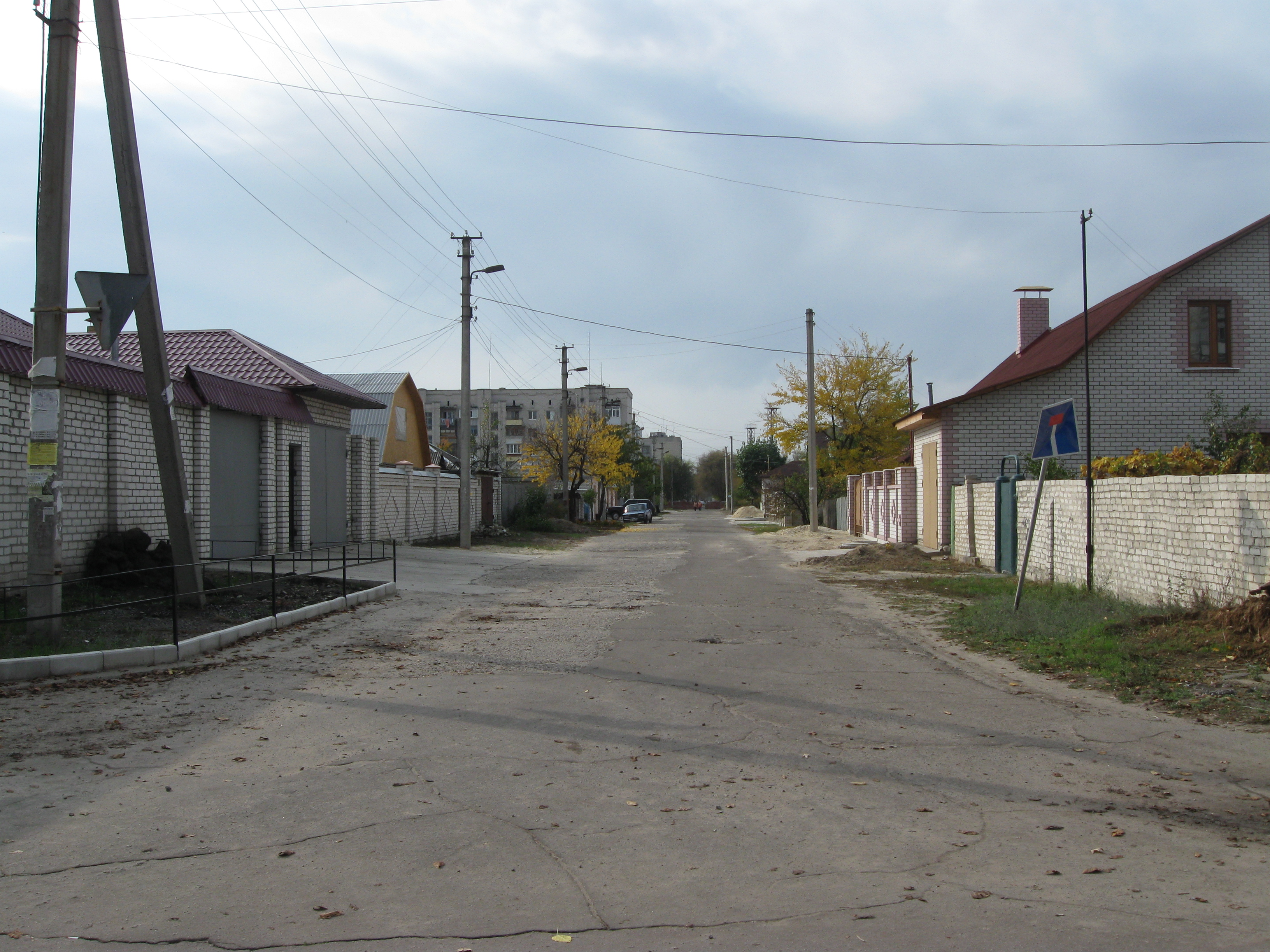
Вигляд з Лисичанської вулиці